# Konstantin Kalser
Konstantin Kalser (* 4. September 1920 in München; † 30. Juli 1994 in Southampton, New York) war ein deutschamerikanischer Fotograf, Filmproduzent und Filmregisseur.

## Leben und Wirken
Der Sohn des Schauspielers Erwin Kalser und der Autorin Irma von Cube kam erstmals 1931 mit dem Filmgeschäft in Berührung, als ihm seine Mutter die kleine Rolle eines Schiffsjungen in der von Anatole Litvak inszenierten Lilian-Harvey-Komödie Nie wieder Liebe, zu der sie das Drehbuch geschrieben hatte, verschaffte. Seit 1933 wuchs Konstantin Kalser in der Schweiz auf, wohin die jüdischen Eltern infolge der Machtergreifung in Deutschland geflohen waren. Kurz nach der Übersiedelung seiner Mutter in die USA (Anfang August 1936) folgte ihr Konstantin, während der Vater noch bis 1939 in Zürich Theaterengagements nachkam. Erwin Kalser wanderte erst 1939 nach Amerika aus.
Inzwischen in Los Angeles ansässig, wurde der US-Neubürger Konstantin Kalser am 18. Februar 1943 zum Militär eingezogen. Wieder zurück im Zivilleben, arbeitete Kalser als Fotograf für das Life-Magazin. 1948 gründete er die eigene Firma Marathon International Productions, mit der er in der Funktion als Regisseur und Produzent einige der ersten Wochenschauberichte für das US-Fernsehen herstellte. Ebenfalls 1948 nahm Kalser erstmals Fernsehaufnahmen von Olympischen (Winter-)Spielen auf, die in diesem Jahr in St. Moritz stattfanden. Sie wurden im Auftrag des Dumont Television Network hergestellt. Kalsers spätere Kurzfilmproduktionen wurden von Paramount, Universal, Warner Brothers und United Artists verliehen.
Filmhistorisch von Bedeutung ist vor allem Kalsers 1955 auf dem Lake Mead aufgenommener, knapp zehnminütiger Dokumentarkurzfilm Crashing the Water Barrier über den (gelungenen) Versuch, einen Geschwindigkeitsweltrekord auf dem Wasser aufzustellen. Crashing the Water Barrier, von Kalser sowohl produziert als auch inszeniert, wurde 1957 mit einem Oscar in der Kategorie Bester Kurzfilm (eine Filmrolle) ausgezeichnet.
Weitere Kalser-Produktionen waren This Way Up, Five Miles West, Minute Man, Give and Take, Wolfsburg, A Time Like This, Right Hand of Plenty, Young is the Land, The New Leisure und Alaska Highway.
Konstantin Kalser war mehrmals verheiratet und hinterließ einen Sohn und eine Tochter.